# Мокаддем Бафдаль
Мокадем Бафдаль (Mokaddem Bafdal) — алжирський дипломат. Надзвичайний і Повноважний Посол Алжирської Народної Демократичної Республіки в Києві (Україна).

## Біографія
З 2004 по 2010 — Надзвичайний і Повноважний Посол Алжирської Народної Демократичної Республіки в Києві (Україна).
19 листопада 2004 року — вручив вірчі грамоти Президенту України Леоніду Кучмі.
З 2014 року — Надзвичайний і повноважний посол Алжиру в Антананаріву (Мадагаскар)
З 1 жовтня 2015 року — Надзвичайний і повноважний посол Алжиру на Коморських островах за сумісництвом.
З 5 травня 2015 року — Надзвичайний і повноважний посол Алжиру в Республіці Маврикій за сумісництвом
З 31 травня 2016 року — Надзвичайний і повноважний посол Алжиру на Сейшельських островах за сумісництвом.